# Noureddine Hellal
Noureddine Hellal, né le 24 mai 1996, est un joueur algérien de handball.
Avec l'Équipe d'Algérie, il participe au Championnat du monde 2021 en Égypte,, terminé à la 22e place.
En club, après avoir évolué au CR Bordj Bou Arréridj, il rejoint en 2019 le Qatar et le club du Al Ahli SC,

## Palmarès

### En clubs
- Vainqueur du Championnat d'Algérie en 2019

- Vainqueur de la Coupe d'Algérie (2): 2018 ، 2019
- Vainqueur de la Supercoupe d'Arabie saoudite : 2021

### Enéquipe d'Algérie
Championnats du monde
- 22e au Championnat du monde 2021 ( Égypte)
- 31e place au Championnat du monde 2023 ( Pologne/ Suède)

Championnats d'Afrique
- 5e place au Championnat d'Afrique  2022 ( Égypte)
- Médaille d'argent au Championnat d'Afrique  2024 ( Égypte)